# White Light/White Heat
White Light/White Heat — второй студийный альбом американской рок-группы The Velvet Underground. Последний альбом, записанный с Джоном Кейлом. Альбом отметился в Billboard 200, но лишь под номером 199. Несмотря на плохие продажи и небрежно записанный звук, White Light/White Heat оказал заметное влияние на панк-рок и экспериментальный рок.
В 2003 году альбом занял номер 293 в списке «500 величайших альбомов всех времён» по версии журнала Rolling Stone.

## История записи
После неудовлетворительного уровня продаж первого альбома The Velvet Underground and Nico, отношения группы с Энди Уорхолом ухудшились. Они выступали на протяжении большей части 1967 года. Многие из их живых выступлений сопровождались шумными импровизациями, которые стали ключевыми элементами на White Light/White Heat. Группа в конце концов расстались с Уорхолом и Нико, и в конечном итоге приступила к записи своего второго альбома с Томом Уилсоном в качестве продюсера.
Альбом был записан всего за два дня, и с заметно другим стилем, нежели в The Velvet Underground and Nico. Джон Кейл охарактеризовал White Light/White Heat, как «очень неистовая запись… Первая была в некоторой степени аристократичной, в некоторой степени красивой. Вторая — сознательно антикрасивой». Стерлинг Моррисон сказал: «Мы все двигались в одном направлении. Мы, возможно, тянули друг друга с обрыва, но мы все определённо шли в одном и том же направлении. В эпоху White Light/White Heat наши жизни представляли собой хаос. Это всё отражено в записи».

## Музыка и тексты
Первая одноимённая песня альбома начинается с энергичного звучания фортепиано Рида в духе Джерри Ли Льюиса, описывающая употребление амфетаминов. Любимой песней Рида с альбома стала зловещая «Lady Godiva’s Operation», о неудавшейся лоботомии трансгендерной женщины. «The Gift» представляет собой короткий рассказ, написанный Ридом и рассказанный на фоне музыки Кейла с его характерным валлийским акцентом. Одной из наиболее известных песен пластинки стала медитативная «Here She Comes Now», перепетая позже R.E.M., Nirvana, Galaxie 500 и Cabaret Voltaire. Однако, наиболее экспериментальными моментами пластинки стали две нойз-роковых композиции — «I Heard Her Call My Name» и «Sister Ray», причём вторая длится более 17 минут.

## Список композиций
Тексты всех песен написаны Лу Ридом.
| №  | Название                  | Вокал              | Длительность |
| -- | ------------------------- | ------------------ | ------------ |
| 1. | «White Light/White Heat»  | Лу Рид             | 2:47         |
| 2. | «The Gift»                | Джон Кейл          | 8:18         |
| 3. | «Lady Godiva’s Operation» | Джон Кейл и Лу Рид | 4:56         |
| 4. | «Here She Comes Now»      | Лу Рид             | 2:04         |

| №  | Название                   | Вокал  | Длительность |
| -- | -------------------------- | ------ | ------------ |
| 1. | «I Heard Her Call My Name» | Лу Рид | 4:38         |
| 2. | «Sister Ray»               | Лу Рид | 17:27        |

## Участники записи
The Velvet Underground
- Лу Рид — вокал, гитара, фортепиано
- Джон Кейл — вокал, электрический альт, орган, бас-гитара, звуковые эффекты («Lady Godiva’s Operation»)
- Стерлинг Моррисон — вокал, гитара, бас-гитара, звуковые эффекты («Lady Godiva’s Operation»)
- Морин Такер — ударные

Производство
- Гари Келлгрен — звукорежиссёр
- Боб Людвиг — мастеринг
- Вал Валентин — технический директор
- Том Уилсон — продюсер